# Kanteerdgronden
Een kanteerdgrond is een bodemtype in het Nederlandse systeem van bodemclassificatie dat behoort tot de xero (droge) eerdgronden. Het zijn zeer weinig voorkomende, hoge zandgronden in het Pleistocene deel van Nederland. De kanteerdgronden zijn te vergelijken met de akkereerdgronden. Het enige verschil is de geringere dikte van de bovengrond (de A-horizont) in een kanteerdgrond.
Kanteerdgronden zijn ontstaan na de ontginning van oligotrofe zandgronden. Voor de ontginning bevatte de bodem geen of slechts een zwak ontwikkelde podzol B-horizont. Er had nog relatief weinig bodemvorming plaatsgevonden voordat de mens met ontginnen begon. Deze bodems komen weinig voor. Ze zijn te vinden binnen de jongste ontginningen voor in Noord-Brabant.
| Horizont | Diepte   | Omschrijving                                                                                 |
| -------- | -------- | -------------------------------------------------------------------------------------------- |
| Ap       | 0–20 cm  | bouwvoor; zeer donkergrijs matig, humusarm, zwak lemig, matig fijn zand                      |
| A/B/Cp   | 20–35 cm | gemengde laag met brokken uit A (donkergrijs)-, B (bruin)- en C (lichtgeel-bruin)-horizonten |
| C        | > 35 cm  | licht geelbruin, uiterst humusarm, zwak lemig, matig fijn zand; met ijzerhuidjes             |